# Список астероїдів (65601—65700)
| Назва                                   | Тимчасове позначення | Дата відкриття    | Місце відкриття                | Відкривач                                              |
| --------------------------------------- | -------------------- | ----------------- | ------------------------------ | ------------------------------------------------------ |
| (65601) 3159 T-3                        | 3159 T-3             | 16 жовтня 1977    | Паломарська обсерваторія       | К. Й. ван Гаутен, І. ван Гаутен-Ґроневельд, Т. Герельс |
| (65602) 3192 T-3                        | 3192 T-3             | 16 жовтня 1977    | Паломарська обсерваторія       | К. Й. ван Гаутен, І. ван Гаутен-Ґроневельд, Т. Герельс |
| (65603) 3229 T-3                        | 3229 T-3             | 16 жовтня 1977    | Паломарська обсерваторія       | К. Й. ван Гаутен, І. ван Гаутен-Ґроневельд, Т. Герельс |
| (65604) 3235 T-3                        | 3235 T-3             | 16 жовтня 1977    | Паломарська обсерваторія       | К. Й. ван Гаутен, І. ван Гаутен-Ґроневельд, Т. Герельс |
| (65605) 3245 T-3                        | 3245 T-3             | 16 жовтня 1977    | Паломарська обсерваторія       | К. Й. ван Гаутен, І. ван Гаутен-Ґроневельд, Т. Герельс |
| (65606) 3315 T-3                        | 3315 T-3             | 16 жовтня 1977    | Паломарська обсерваторія       | К. Й. ван Гаутен, І. ван Гаутен-Ґроневельд, Т. Герельс |
| (65607) 3360 T-3                        | 3360 T-3             | 16 жовтня 1977    | Паломарська обсерваторія       | К. Й. ван Гаутен, І. ван Гаутен-Ґроневельд, Т. Герельс |
| (65608) 3441 T-3                        | 3441 T-3             | 16 жовтня 1977    | Паломарська обсерваторія       | К. Й. ван Гаутен, І. ван Гаутен-Ґроневельд, Т. Герельс |
| (65609) 3445 T-3                        | 3445 T-3             | 16 жовтня 1977    | Паломарська обсерваторія       | К. Й. ван Гаутен, І. ван Гаутен-Ґроневельд, Т. Герельс |
| (65610) 3470 T-3                        | 3470 T-3             | 16 жовтня 1977    | Паломарська обсерваторія       | К. Й. ван Гаутен, І. ван Гаутен-Ґроневельд, Т. Герельс |
| (65611) 3498 T-3                        | 3498 T-3             | 16 жовтня 1977    | Паломарська обсерваторія       | К. Й. ван Гаутен, І. ван Гаутен-Ґроневельд, Т. Герельс |
| (65612) 3564 T-3                        | 3564 T-3             | 16 жовтня 1977    | Паломарська обсерваторія       | К. Й. ван Гаутен, І. ван Гаутен-Ґроневельд, Т. Герельс |
| (65613) 3923 T-3                        | 3923 T-3             | 16 жовтня 1977    | Паломарська обсерваторія       | К. Й. ван Гаутен, І. ван Гаутен-Ґроневельд, Т. Герельс |
| (65614) 4096 T-3                        | 4096 T-3             | 16 жовтня 1977    | Паломарська обсерваторія       | К. Й. ван Гаутен, І. ван Гаутен-Ґроневельд, Т. Герельс |
| (65615) 4163 T-3                        | 4163 T-3             | 16 жовтня 1977    | Паломарська обсерваторія       | К. Й. ван Гаутен, І. ван Гаутен-Ґроневельд, Т. Герельс |
| (65616) 4165 T-3                        | 4165 T-3             | 16 жовтня 1977    | Паломарська обсерваторія       | К. Й. ван Гаутен, І. ван Гаутен-Ґроневельд, Т. Герельс |
| (65617) 4172 T-3                        | 4172 T-3             | 16 жовтня 1977    | Паломарська обсерваторія       | К. Й. ван Гаутен, І. ван Гаутен-Ґроневельд, Т. Герельс |
| (65618) 4217 T-3                        | 4217 T-3             | 16 жовтня 1977    | Паломарська обсерваторія       | К. Й. ван Гаутен, І. ван Гаутен-Ґроневельд, Т. Герельс |
| (65619) 4218 T-3                        | 4218 T-3             | 16 жовтня 1977    | Паломарська обсерваторія       | К. Й. ван Гаутен, І. ван Гаутен-Ґроневельд, Т. Герельс |
| (65620) 4238 T-3                        | 4238 T-3             | 16 жовтня 1977    | Паломарська обсерваторія       | К. Й. ван Гаутен, І. ван Гаутен-Ґроневельд, Т. Герельс |
| (65621) 4247 T-3                        | 4247 T-3             | 16 жовтня 1977    | Паломарська обсерваторія       | К. Й. ван Гаутен, І. ван Гаутен-Ґроневельд, Т. Герельс |
| (65622) 4287 T-3                        | 4287 T-3             | 16 жовтня 1977    | Паломарська обсерваторія       | К. Й. ван Гаутен, І. ван Гаутен-Ґроневельд, Т. Герельс |
| (65623) 4297 T-3                        | 4297 T-3             | 16 жовтня 1977    | Паломарська обсерваторія       | К. Й. ван Гаутен, І. ван Гаутен-Ґроневельд, Т. Герельс |
| (65624) 4347 T-3                        | 4347 T-3             | 16 жовтня 1977    | Паломарська обсерваторія       | К. Й. ван Гаутен, І. ван Гаутен-Ґроневельд, Т. Герельс |
| (65625) 4377 T-3                        | 4377 T-3             | 16 жовтня 1977    | Паломарська обсерваторія       | К. Й. ван Гаутен, І. ван Гаутен-Ґроневельд, Т. Герельс |
| (65626) 5052 T-3                        | 5052 T-3             | 16 жовтня 1977    | Паломарська обсерваторія       | К. Й. ван Гаутен, І. ван Гаутен-Ґроневельд, Т. Герельс |
| (65627) 5090 T-3                        | 5090 T-3             | 16 жовтня 1977    | Паломарська обсерваторія       | К. Й. ван Гаутен, І. ван Гаутен-Ґроневельд, Т. Герельс |
| (65628) 5098 T-3                        | 5098 T-3             | 16 жовтня 1977    | Паломарська обсерваторія       | К. Й. ван Гаутен, І. ван Гаутен-Ґроневельд, Т. Герельс |
| (65629) 5118 T-3                        | 5118 T-3             | 16 жовтня 1977    | Паломарська обсерваторія       | К. Й. ван Гаутен, І. ван Гаутен-Ґроневельд, Т. Герельс |
| (65630) 5134 T-3                        | 5134 T-3             | 16 жовтня 1977    | Паломарська обсерваторія       | К. Й. ван Гаутен, І. ван Гаутен-Ґроневельд, Т. Герельс |
| (65631) 5143 T-3                        | 5143 T-3             | 16 жовтня 1977    | Паломарська обсерваторія       | К. Й. ван Гаутен, І. ван Гаутен-Ґроневельд, Т. Герельс |
| (65632) 5177 T-3                        | 5177 T-3             | 16 жовтня 1977    | Паломарська обсерваторія       | К. Й. ван Гаутен, І. ван Гаутен-Ґроневельд, Т. Герельс |
| (65633) 5291 T-3                        | 5291 T-3             | 17 жовтня 1977    | Паломарська обсерваторія       | К. Й. ван Гаутен, І. ван Гаутен-Ґроневельд, Т. Герельс |
| (65634) 5644 T-3                        | 5644 T-3             | 16 жовтня 1977    | Паломарська обсерваторія       | К. Й. ван Гаутен, І. ван Гаутен-Ґроневельд, Т. Герельс |
| (65635) 1977 EA8                        | 1977 EA8             | 12 березня 1977   | Обсерваторія Кісо              | Хірокі Косаї, Кіїтіро Фурукава                         |
| (65636) 1979 ME1                        | 1979 ME1             | 24 червня 1979    | Обсерваторія Сайдинг-Спрінг    | Е. Гелін, Ш. Дж. Бас                                   |
| (65637) 1979 VS2                        | 1979 VS2             | 14 листопада 1979 | КрАО                           | Журавльова Людмила Василівна                           |
| (65638) 1981 DN1                        | 1981 DN1             | 28 лютого 1981    | Обсерваторія Сайдинг-Спрінг    | Ш. Дж. Бас                                             |
| (65639) 1981 DS2                        | 1981 DS2             | 28 лютого 1981    | Обсерваторія Сайдинг-Спрінг    | Ш. Дж. Бас                                             |
| (65640) 1981 DY2                        | 1981 DY2             | 28 лютого 1981    | Обсерваторія Сайдинг-Спрінг    | Ш. Дж. Бас                                             |
| (65641) 1981 DR3                        | 1981 DR3             | 28 лютого 1981    | Обсерваторія Сайдинг-Спрінг    | Ш. Дж. Бас                                             |
| (65642) 1981 ES2                        | 1981 ES2             | 2 березня 1981    | Обсерваторія Сайдинг-Спрінг    | Ш. Дж. Бас                                             |
| (65643) 1981 EH12                       | 1981 EH12            | 1 березня 1981    | Обсерваторія Сайдинг-Спрінг    | Ш. Дж. Бас                                             |
| (65644) 1981 EO12                       | 1981 EO12            | 1 березня 1981    | Обсерваторія Сайдинг-Спрінг    | Ш. Дж. Бас                                             |
| (65645) 1981 EG13                       | 1981 EG13            | 1 березня 1981    | Обсерваторія Сайдинг-Спрінг    | Ш. Дж. Бас                                             |
| (65646) 1981 EE17                       | 1981 EE17            | 1 березня 1981    | Обсерваторія Сайдинг-Спрінг    | Ш. Дж. Бас                                             |
| (65647) 1981 EZ28                       | 1981 EZ28            | 1 березня 1981    | Обсерваторія Сайдинг-Спрінг    | Ш. Дж. Бас                                             |
| (65648) 1981 ES32                       | 1981 ES32            | 7 березня 1981    | Обсерваторія Сайдинг-Спрінг    | Ш. Дж. Бас                                             |
| (65649) 1981 ES33                       | 1981 ES33            | 1 березня 1981    | Обсерваторія Сайдинг-Спрінг    | Ш. Дж. Бас                                             |
| (65650) 1981 EP35                       | 1981 EP35            | 2 березня 1981    | Обсерваторія Сайдинг-Спрінг    | Ш. Дж. Бас                                             |
| (65651) 1981 EV35                       | 1981 EV35            | 2 березня 1981    | Обсерваторія Сайдинг-Спрінг    | Ш. Дж. Бас                                             |
| (65652) 1981 ED41                       | 1981 ED41            | 2 березня 1981    | Обсерваторія Сайдинг-Спрінг    | Ш. Дж. Бас                                             |
| (65653) 1981 EP44                       | 1981 EP44            | 7 березня 1981    | Обсерваторія Сайдинг-Спрінг    | Ш. Дж. Бас                                             |
| (65654) 1981 ES47                       | 1981 ES47            | 2 березня 1981    | Обсерваторія Сайдинг-Спрінг    | Ш. Дж. Бас                                             |
| (65655) 1981 EV47                       | 1981 EV47            | 2 березня 1981    | Обсерваторія Сайдинг-Спрінг    | Ш. Дж. Бас                                             |
| (65656) 1981 RR1                        | 1981 RR1             | 1 вересня 1981    | Обсерваторія Ла-Сілья          | Анрі Дебеонь                                           |
| 65657 Х'юб (Hube)                       | 1982 QB4             | 16 серпня 1982    | Обсерваторія Сайдинг-Спрінг    | Ендрю Лов                                              |
| 65658 Gurnikovskaya                     | 1982 UA6             | 20 жовтня 1982    | КрАО                           | Карачкіна Людмила Георгіївна                           |
| (65659) 1983 XE                         | 1983 XE              | 1 грудня 1983     | Станція Андерсон-Меса          | Едвард Бовелл                                          |
| (65660) 1985 PM1                        | 1985 PM1             | 14 серпня 1985    | Коссоль                        | CERGA                                                  |
| (65661) 1985 VB1                        | 1985 VB1             | 1 листопада 1985  | Обсерваторія Ла-Сілья          | Річард Вест                                            |
| (65662) 1986 QD1                        | 1986 QD1             | 26 серпня 1986    | Обсерваторія Ла-Сілья          | Анрі Дебеонь                                           |
| (65663) 1986 QC3                        | 1986 QC3             | 29 серпня 1986    | Обсерваторія Ла-Сілья          | Анрі Дебеонь                                           |
| (65664) 1986 RE5                        | 1986 RE5             | 4 вересня 1986    | Обсерваторія Ла-Сілья          | Анрі Дебеонь                                           |
| (65665) 1986 RP5                        | 1986 RP5             | 9 вересня 1986    | Обсерваторія Ла-Сілья          | Анрі Дебеонь                                           |
| (65666) 1987 RU                         | 1987 RU              | 12 вересня 1987   | Обсерваторія Ла-Сілья          | Анрі Дебеонь                                           |
| (65667) 1987 SM5                        | 1987 SM5             | 30 вересня 1987   | Обсерваторія Брорфельде        | Поуль Єнсен                                            |
| (65668) 1988 AX1                        | 1988 AX1             | 14 січня 1988     | Обсерваторія Клеть             | Антонін Мркос                                          |
| (65669) 1988 CJ4                        | 1988 CJ4             | 13 лютого 1988    | Обсерваторія Ла-Сілья          | Ерік Вальтер Ельст                                     |
| (65670) 1988 CS5                        | 1988 CS5             | 13 лютого 1988    | Обсерваторія Ла-Сілья          | Ерік Вальтер Ельст                                     |
| (65671) 1988 DE3                        | 1988 DE3             | 22 лютого 1988    | Обсерваторія Сайдинг-Спрінг    | Роберт Макнот                                          |
| 65672 Merrick                           | 1988 QD              | 16 серпня 1988    | Паломарська обсерваторія       | Керолін Шумейкер, Юджин Шумейкер                       |
| (65673) 1988 RH4                        | 1988 RH4             | 1 вересня 1988    | Обсерваторія Ла-Сілья          | Анрі Дебеонь                                           |
| (65674) 1988 SM                         | 1988 SM              | 29 вересня 1988   | Обсерваторія Сайдинг-Спрінг    | Малколм Гартлі                                         |
| 65675 Мор-Грубер (Mohr-Gruber)          | 1989 AG6             | 11 січня 1989     | Обсерваторія Карла Шварцшильда | Ф. Бернґен                                             |
| (65676) 1989 CC3                        | 1989 CC3             | 4 лютого 1989     | Обсерваторія Ла-Сілья          | Ерік Вальтер Ельст                                     |
| (65677) 1989 EB1                        | 1989 EB1             | 1 березня 1989    | Обсерваторія Йорії             | Масару Араї, Хіроші Морі                               |
| (65678) 1989 SU2                        | 1989 SU2             | 26 вересня 1989   | Обсерваторія Ла-Сілья          | Ерік Вальтер Ельст                                     |
| (65679) 1989 UQ                         | 1989 UQ              | 26 жовтня 1989    | Коссоль                        | Крістіан Поллас                                        |
| (65680) 1990 EH1                        | 1990 EH1             | 2 березня 1990    | Обсерваторія Ла-Сілья          | Ерік Вальтер Ельст                                     |
| (65681) 1990 EO1                        | 1990 EO1             | 2 березня 1990    | Обсерваторія Ла-Сілья          | Ерік Вальтер Ельст                                     |
| (65682) 1990 QU2                        | 1990 QU2             | 24 серпня 1990    | Паломарська обсерваторія       | Генрі Гольт                                            |
| (65683) 1990 QW5                        | 1990 QW5             | 29 серпня 1990    | Паломарська обсерваторія       | Генрі Гольт                                            |
| (65684) 1990 QY5                        | 1990 QY5             | 29 серпня 1990    | Паломарська обсерваторія       | Генрі Гольт                                            |
| 65685 Беринг (Behring)                  | 1990 TY1             | 10 жовтня 1990    | Обсерваторія Карла Шварцшильда | Ф. Бернґен, Лутц Шмадель                               |
| (65686) 1990 TN8                        | 1990 TN8             | 14 жовтня 1990    | Обсерваторія Клеть             | Антонін Мркос                                          |
| (65687) 1990 VO1                        | 1990 VO1             | 12 листопада 1990 | Обсерваторія Кушіро            | Сейджі Уеда, Хіроші Канеда                             |
| (65688) 1990 VD8                        | 1990 VD8             | 13 листопада 1990 | Паломарська обсерваторія       | Керолін Шумейкер                                       |
| (65689) 1990 WM4                        | 1990 WM4             | 16 листопада 1990 | Обсерваторія Ла-Сілья          | Ерік Вальтер Ельст                                     |
| (65690) 1991 DG                         | 1991 DG              | 20 лютого 1991    | Обсерваторія Сайдинг-Спрінг    | Роберт Макнот                                          |
| (65691) 1991 PT10                       | 1991 PT10            | 7 серпня 1991     | Паломарська обсерваторія       | Генрі Гольт                                            |
| (65692) 1991 RH3                        | 1991 RH3             | 12 вересня 1991   | Обсерваторія Карла Шварцшильда | Ф. Бернґен, Лутц Шмадель                               |
| (65693) 1991 RO11                       | 1991 RO11            | 4 вересня 1991    | Обсерваторія Ла-Сілья          | Ерік Вальтер Ельст                                     |
| 65694 Францросенцвейґ (Franzrosenzweig) | 1991 RX40            | 10 вересня 1991   | Обсерваторія Карла Шварцшильда | Ф. Бернґен                                             |
| (65695) 1991 SC3                        | 1991 SC3             | 29 вересня 1991   | Обсерваторія Кітт-Пік          | Spacewatch                                             |
| 65696 П'єранрі (Pierrehenry)            | 1991 TP15            | 6 жовтня 1991     | Паломарська обсерваторія       | Ендрю Лов                                              |
| 65697 Паулендрю (Paulandrew)            | 1991 TU15            | 6 жовтня 1991     | Паломарська обсерваторія       | Ендрю Лов                                              |
| 65698 Еммарошелль (Emmarochelle)        | 1991 TP16            | 6 жовтня 1991     | Паломарська обсерваторія       | Ендрю Лов                                              |
| (65699) 1991 VY5                        | 1991 VY5             | 2 листопада 1991  | Обсерваторія Ла-Сілья          | Ерік Вальтер Ельст                                     |
| (65700) 1991 VW6                        | 1991 VW6             | 9 листопада 1991  | Обсерваторія Ла-Сілья          | Ерік Вальтер Ельст                                     |